# Homestead Extension of Florida’s Turnpike
Die Homestead Extension of Florida’s Turnpike (HEFT), auch bekannt als Ronald Reagan Turnpike, ist eine Schnellstraße im US-Bundesstaat Florida. Sie führt auf einer Länge von gut 77 Kilometern von Florida City nach Miramar in den Countys Miami-Dade und Broward. Die Straße trägt die verdeckte Bezeichnung Florida State Road 821 und wird von der Florida’s Turnpike Enterprise (FTE) betrieben.

## Streckenverlauf
Die Straße gilt als äußere Umgehungsstraße des Großraumes Miami. Ihrer Beschilderung zufolge wird sie wie ein Teil der Turnpike Mainline behandelt, jedoch unterscheidet sie sich durch ihre State Road-Nummer.
Die Strecke beginnt in Florida City, wo sie vom U.S. Highway 1 abzweigt und zuerst nach Nordosten führt. Die namensgebende Stadt Homestead grenzt direkt nördlich an Florida City. Nach 20 Kilometern wird der U.S. 1 bei Cutler Bay gekreuzt, der von hier weiter ins nordöstlich gelegene Miami führt. Die Homestead Extension führt dagegen weiter nach Norden, wo zuerst nacheinander die State Roads 994 und 992 gekreuzt werden, bevor bei Kendall der Don Shula Expressway (SR 874) ebenfalls nach Nordosten abzweigt. Die Schnellstraße führt weiter nach Norden, wo bis zum Knotenpunkt mit dem Dolphin Expressway (SR 836) bei Doral zuvor noch die State Roads 94, 976 und 90 (U.S. 41, Tamiami Trail) gekreuzt werden. Zwischen dem Tamiami Trail und dem Dolphin Expressway herrscht mit 178.000 Fahrzeugen am Tag das größte Verkehrsaufkommen auf der Strecke.
Im weiteren Verlauf kreuzt die Homestead Extension den U.S. Highway 27 und die Interstate 75 und macht dabei einen Rechtsbogen in Richtung Osten. Im Stadtgebiet von Miramar werden schließlich noch die State Roads 823 und 817 gekreuzt, bevor die Strecke 5,5 km nördlich der Golden Glades Interchange in die Turnpike Mainline mündet.

### Maut
Die Mautgebühren werden seit dem 19. Februar 2011 auf ganzer Strecke elektronisch erhoben. An diesem Tag wurden die Mautstellen, an denen zuvor noch in bar gezahlt werden konnte, durch Mautbrücken ersetzt. Die Gesamtkosten einer Fahrt von Florida City nach Miramar belaufen sich auf $4,00 ($3,00 mit SunPass-Transponder, Stand: 2012). Mautbrücken stehen etwa alle 19 km entlang der Strecke.

## Geschichte
Nachdem die Turnpike Mainline 1964 fertiggestellt worden war, strebte die damalige Turnpike Authority eine Verlängerung der bestehenden Strecke an. Der Bau der Mautstraße begann schließlich im Juli 1971. Der nördlichste Abschnitt bis zum U.S. Highway 27 wurde am 1. Mai 1973 eröffnet, deren Bau 22 Millionen US-Dollar und deren Benutzung 0,40 US-Dollar kostete. Bis Ende des Jahres 1974 konnte schließlich die gesamte Strecke bis Florida City dem Verkehr übergeben werden. Die damaligen Gesamtkosten einer Streckennutzung beliefen sich auf 0,80 US-Dollar. Am 2. Februar 1989 erhöhten sich bei einer Gebühr von 0,50 US-Dollar pro Mautstelle die Gesamtkosten auf 2,00 US-Dollar. Am 9. Juli 1995 wurden sie schließlich auf 3,00 US-Dollar erhöht. Zuletzt wurden die Preise am 7. März 2004 erhöht, als die Nutzung ohne SunPass-Transponder auf 4,00 US-Dollar verteuert wurde.
Im November 2009 wurde bekannt, dass zum 19. Februar 2011 die Möglichkeit einer Zahlung der Mautgebühr in bar eingestellt würde. Dabei wurden die Mautstellen durch elektronische Mautbrücken ersetzt. Seitdem erfolgt die Bezahlung nur noch über SunPass-Transponder oder über eine nachträgliche Bezahlung per Rechnung zum erhöhten Preis.